# 스탠바이 (시트콤)
《스탠바이》는 2012년 4월 9일부터 2012년 10월 5일까지 방영된 MBC 일일 시트콤이다.

## 등장인물

### 류진행 가족
- 류진 : 류진행 역

TV11의 아나운서. 깔끔하고 소심한 성격이다.
- 이기우 : 류기우 역

진행의 동생, TV11의 시사의 여왕 신입PD. 우유광이다.
- 시완 : 임시완 역

뭐든지 잘하는 일명 엄친아. 경표와 같은 학교 친구(다른 학교였지만 경표네 학교로 전학). 진행의 집에 들어와 살고 있다. 파스타 몽땅 알바 3이지만, 무급 알바 중이다. 소민을 짝사랑하고 있다.
- 최정우 : 류정우 역

진행과 기우의 아버지. 박준금 아나운서와 재혼하였지만 아직 혼인신고는 안 한 상태. '파스타 몽땅'의 사장이며, 논스톱 빌딩을 소유하고 있다.
- 사미자 : 사미자 역 (90회부터 출연)

정우의 엄마, 형제의 할머니. 장손인 진행을 많이 아낀다.

### 김수현 가족
- 김수현 : 김수현 역

경표의 누나, TV11의 시사의 여왕 PD. 진행을 좋아해서 고백했지만 차였다. 그 후 석진과 사귀었지만 기우와 석진이 사이에서 갈등한다.
- 고경표 : 김경표 역

수현의 동생. 고3이며, 집안 골칫덩어리이자 사고뭉치다.

### 방송국 사람들
- 하석진 : 하석진 / 하수도 역

TV11의 인기 아나운서이자 시사의 여왕 공동MC. 기우의 고교 동창, 고등학교 때는 '하수도'라는 이름이었으나 현재 하석진으로 개명, 수현과 사귀었지만 지금은 헤어졌다.
- 박준금 : 박준금 역

TV11의 부장 아나운서이자 시사의 여왕 MC, 정우와 결혼한다.
- 김연우 : 김연우 역

TV11의 시사의 여왕 작가. 모든 물건이 들어 있는 가방을 분신처럼 여기며 항상 가지고 다닌다. 소심한 성격으로 사람들이 없을 때는 본심을 드러내는 스타일이다. 드라마 작가가 되는 것이 꿈이다.

### 파스타 몽땅 알바생
- 정소민 : 정소민 역

파스타 몽땅 알바 2다. 시골에서 올라와 유학자금 1억 마련과 집에 돈을 부치기 위해 각종 알바를 하다가 여러 사정으로 짤리고, 파스타 몽땅에서 알바를 시작했다. 파스타 셰프가 되는 것이 꿈이다. 처음에는 장난만 치는 기우를 싫어했지만, 기우를 짝사랑하게 된다.
- 정기석 : 쌈디 역

'파스타 몽땅'의 알바 1이다. 경표와 아주 친한 의형제 사이로 지내고 있다.

### 그 외 인물
- 김예원 : 김예원 역

아버지가 정육점을 해서 좋아하는 사람에게는 각종 고기 부위를 선물한다. 경표를 좋아했으나, 시완의 모습에 반해서 이제는 시완을 좋아한다.
- 박은지 : 박은지 역 (53회부터 출연)

시완 엄마의 친한 동생, 진행 집안의 가사 도우미. 각종 집안일을 묵혀놓는 특이한 버릇으로 인해 '묵은지'라는 별명이 생겼다. 무언가를 설명할 때 기상캐스터처럼 말을 한다.
- 정가람 : 정가람 역

TV11의 시사의 여왕 FD

### 특별 출연
- 김희정 : 임시완의 엄마(1회, 81회)
- 박명수 : 거성도사(9회)
- 박지윤 : 프리랜서 아나운서(12회)
- 줄리엔 강 : 박준금 팬 위장 알바(17회)[1]
- 이채영 : 석진과 기우의 고등학교 동창(19회)
- 안혜경 : 변호사(29회)
- 박세미(당시 쥬얼리 멤버) : 소개팅 상대 여고생(31회)
- 혜미(나인뮤지스) : 소개팅 상대 여고생(31회)
- 박미선 : 류정우의 어릴 적 한 동네에 살았던 친한 동생(35회)[2]
- 김영옥 : 박준금의 친정 엄마(42회)[2]
- 최은경 : 최은경교육컨설팅 대표(43회)
- 정성호 : 한석규 성대모사하는 개그맨(56회)
- 유소영 : 소라 역. 수현의 후배이자 기우의 소개팅 상대녀(60회, 64회)
- 염동헌 : 정우의 40년지기(71회)
- 황광희 : 하광희 역. 석진의 동생(76, 77회)
- 김경진 : 산신령 도사(85회)
- 하하 : 래퍼 H(97회)

## 결방
- 2012년 4월 11일 : 제 19대 국회의원 선거 개표방송
- 2012년 7월 30일 ~ 8월 3일 : 2012 런던 올림픽 중계 방송
- 2012년 8월 27일 : 제15호 태풍 볼라벤 뉴스 특보
- 2012년 9월 7일 : MBC 어린이 성범죄 방지 특별 생방송 우리 아이를 지켜주세요
- 2012년 9월 21일 : 생방송 금요와이드
- 2012년 10월 1일 : 한가위특집 블라인드 테스트쇼 180°
- 2012년 10월 2일 : 창사51주년 특별기획 '이미자의 흑산도 아가씨'
- 2012년 10월 3일 : 특집 매직쇼크 2부 멘탈리스트

## OST

### Part. 1
| #  | 제목                        | 작사   | 작곡   | 편곡   | 재생 시간 |
| -- | --------------------------- | ------ | ------ | ------ | --------- |
| 1. | 〈운명같은 사랑〉 (쥬얼리S) | 강호연 | 강호연 | 강호연 | 4:17      |
| 2. | 〈운명같은 사랑 (Inst.)〉   |        | 강호연 | 강호연 | 4:17      |

### Part. 2
| #  | 제목                        | 작사                   | 작곡                   | 편곡          | 재생 시간 |
| -- | --------------------------- | ---------------------- | ---------------------- | ------------- | --------- |
| 1. | 〈알아요〉 (손미진)         | 김재용                 | 김재용                 | 스노이(Snoyi) | 3:57      |
| 2. | 〈관심 혹은 착각〉 (이건우) | 폴린딜드(Fallin` Dild) | 폴린딜드(Fallin` Dild) |               | 4:02      |
| 3. | 〈알아요 (Inst.)〉          |                        | 김재용                 | 스노이(Snoyi) | 3:57      |
| 4. | 〈관심 혹은 착각 (Inst.)〉  |                        | 폴린딜드(Fallin` Dild) |               | 4:02      |

### Part. 3
| #  | 제목                                             | 작사   | 작곡   | 편곡   | 재생 시간 |
| -- | ------------------------------------------------ | ------ | ------ | ------ | --------- |
| 1. | 〈Come Tommrrow〉 (김수현)                       | 강호연 | 강호연 | 강호연 | 3:45      |
| 2. | 〈운명같은 사랑 (Piano Ver.)〉 (Various Artists) |        | 강호연 | 강호연 | 2:03      |
| 3. | 〈Come Tommrrow (Inst.)〉 (Various Artists)      |        | 강호연 | 강호연 | 3:45      |

## 시청률
아래의 파란색 숫자는 '최저 시청률'이고, 빨간색 숫자는 '최고 시청률'이다. 
| 2012년  | 2012년   | 2012년      | 2012년     |
| 회차    | 방송일   | TNmS 시청률 | AGB 시청률 |
| 회차    | 방송일   | 전국        | 전국       |
| ------- | -------- | ----------- | ---------- |
| 제1회   | 4월 9일  | 6.2%        | 7.1%       |
| 제2회   | 4월 10일 | 6.2%        | 7.9%       |
| 제3회   | 4월 12일 | 5.0%        | 5.3%       |
| 제4회   | 4월 13일 | 6.9%        | 6.9%       |
| 제5회   | 4월 16일 | 6.2%        | 5.8%       |
| 제6회   | 4월 17일 | 5.4%        | 4.8%       |
| 제7회   | 4월 18일 | 5.3%        | 5.4%       |
| 제8회   | 4월 19일 | 5.6%        | 4.5%       |
| 제9회   | 4월 20일 | 4.5%        | 4.6%       |
| 제10회  | 4월 23일 | 5.8%        | 5.0%       |
| 제11회  | 4월 24일 | 5.0%        | 5.1%       |
| 제12회  | 4월 25일 | 6.1%        | 4.8%       |
| 제13회  | 4월 26일 | 4.8%        | 4.5%       |
| 제14회  | 4월 27일 | 4.2%        | 5.3%       |
| 제15회  | 4월 30일 | 4.8%        | 4.9%       |
| 제16회  | 5월 1일  | 4.6%        | 4.9%       |
| 제17회  | 5월 2일  | 4.9%        | 5.5%       |
| 제18회  | 5월 3일  | 4.2%        | 3.8%       |
| 제19회  | 5월 4일  | 5.1%        | 5.0%       |
| 제20회  | 5월 7일  | 3.9%        | 4.7%       |
| 제21회  | 5월 8일  | 4.0%        | 4.1%       |
| 제22회  | 5월 9일  | 4.8%        | 4.6%       |
| 제23회  | 5월 10일 | 5.0%        | 4.6%       |
| 제24회  | 5월 11일 | 5.0%        | 5.8%       |
| 제25회  | 5월 14일 | 5.2%        | 4.7%       |
| 제26회  | 5월 15일 | 4.0%        | 4.1%       |
| 제27회  | 5월 16일 | 5.0%        | 4.4%       |
| 제28회  | 5월 17일 | 6.7%        | 5.3%       |
| 제29회  | 5월 18일 | 5.5%        | 5.6%       |
| 제30회  | 5월 21일 | 5.5%        | 4.3%       |
| 제31회  | 5월 22일 | 4.1%        | 4.0%       |
| 제32회  | 5월 23일 | 4.5%        | 3.7%       |
| 제33회  | 5월 24일 | 5.4%        | 5.7%       |
| 제34회  | 5월 25일 | 5.3%        | 4.5%       |
| 제35회  | 5월 28일 | 5.7%        | 5.8%       |
| 제36회  | 5월 29일 | 5.1%        | 4.8%       |
| 제37회  | 5월 30일 | 5.2%        | 4.6%       |
| 제38회  | 5월 31일 | 5.3%        | 4.0%       |
| 제39회  | 6월 1일  | 4.7%        | 4.5%       |
| 제40회  | 6월 4일  | 4.8%        | 4.3%       |
| 제41회  | 6월 5일  | 3.9%        | 3.5%       |
| 제42회  | 6월 6일  | 6.9%        | 5.8%       |
| 제43회  | 6월 7일  | 4.5%        | 4.2%       |
| 제44회  | 6월 8일  | 5.7%        | 4.8%       |
| 제45회  | 6월 11일 | 4.7%        | 4.2%       |
| 제46회  | 6월 12일 | 3.6%        | 3.7%       |
| 제47회  | 6월 13일 | 4.5%        | 3.7%       |
| 제48회  | 6월 14일 | 4.4%        | 4.0%       |
| 제49회  | 6월 15일 | 4.5%        | 3.9%       |
| 제50회  | 6월 18일 | 5.6%        | 4.3%       |
| 제51회  | 6월 19일 | 4.3%        | 3.7%       |
| 제52회  | 6월 20일 | 4.4%        | 3.8%       |
| 제53회  | 6월 21일 | 4.7%        | 4.0%       |
| 제54회  | 6월 22일 | 5.1%        | 3.6%       |
| 제55회  | 6월 25일 | 5.3%        | 4.7%       |
| 제56회  | 6월 26일 | 4.0%        | 3.7%       |
| 제57회  | 6월 27일 | 4.5%        | 4.2%       |
| 제58회  | 6월 28일 | 4.5%        | 3.5%       |
| 제59회  | 6월 29일 | 4.9%        | 4.1%       |
| 제60회  | 7월 2일  | 5.5%        | 4.1%       |
| 제61회  | 7월 3일  | 4.8%        | 3.9%       |
| 제62회  | 7월 4일  | 4.8%        | 4.7%       |
| 제63회  | 7월 5일  | 5.3%        | 3.6%       |
| 제64회  | 7월 6일  | 5.7%        | 3.6%       |
| 제65회  | 7월 9일  | 4.9%        | 3.9%       |
| 제66회  | 7월 10일 | 5.3%        | 4.0%       |
| 제67회  | 7월 11일 | 5.1%        | 4.5%       |
| 제68회  | 7월 12일 | 4.3%        | 3.7%       |
| 제69회  | 7월 13일 | 4.6%        | 4.3%       |
| 제70회  | 7월 16일 | 4.4%        | 4.7%       |
| 제71회  | 7월 17일 | 4.1%        | 3.7%       |
| 제72회  | 7월 18일 | 5.7%        | 4.1%       |
| 제73회  | 7월 19일 | 4.7%        | 3.7%       |
| 제74회  | 7월 20일 | 4.4%        | 4.3%       |
| 제75회  | 7월 23일 | 5.0%        | 4.1%       |
| 제76회  | 7월 24일 | 4.6%        | 3.8%       |
| 제77회  | 7월 25일 | 4.4%        | 4.8%       |
| 제78회  | 7월 26일 | 4.7%        | 3.7%       |
| 제79회  | 7월 27일 | 5.3%        | 5.1%       |
| 제80회  | 8월 13일 | 6.3%        | 4.6%       |
| 제81회  | 8월 14일 | 4.6%        | 3.6%       |
| 제82회  | 8월 15일 | 6.3%        | 5.7%       |
| 제83회  | 8월 16일 | 3.7%        | 3.6%       |
| 제84회  | 8월 17일 | 5.0%        | 4.3%       |
| 제85회  | 8월 20일 | 4.6%        | 4.6%       |
| 제86회  | 8월 21일 | 4.0%        | 3.5%       |
| 제87회  | 8월 22일 | 6.4%        | 5.1%       |
| 제88회  | 8월 23일 | 5.6%        | 4.3%       |
| 제89회  | 8월 24일 | 5.3%        | 3.3%       |
| 제90회  | 8월 28일 | 6.2%        | 5.5%       |
| 제91회  | 8월 29일 | 4.2%        | 4.1%       |
| 제92회  | 8월 30일 | 5.1%        | 5.5%       |
| 제93회  | 8월 31일 | 5.1%        | 3.6%       |
| 제94회  | 9월 3일  | 5.5%        | 4.6%       |
| 제95회  | 9월 4일  | 4.6%        | 3.9%       |
| 제96회  | 9월 5일  | 4.6%        | 3.5%       |
| 제97회  | 9월 6일  | 4.4%        | 3.6%       |
| 제98회  | 9월 10일 | 4.1%        | 4.2%       |
| 제99회  | 9월 11일 | 5.7%        | 4.2%       |
| 제100회 | 9월 12일 | 4.9%        | 4.2%       |
| 제101회 | 9월 13일 | 5.2%        | 4.2%       |
| 제102회 | 9월 14일 | 5.2%        | 4.2%       |
| 제103회 | 9월 17일 | 5.9%        | 5.4%       |
| 제104회 | 9월 18일 | 4.4%        | 3.2%       |
| 제105회 | 9월 19일 | 4.6%        | 4.3%       |
| 제106회 | 9월 20일 | 5.0%        | 3.4%       |
| 제107회 | 9월 24일 | 4.0%        | 4.2%       |
| 제108회 | 9월 25일 | 4.5%        | 4.1%       |
| 제109회 | 9월 26일 | 4.7%        | 3.9%       |
| 제110회 | 9월 27일 | 4.0%        | 3.5%       |
| 제111회 | 9월 28일 | 4.0%        | 3.8%       |
| 제112회 | 10월 4일 | 5.2%        | 3.8%       |
| 제113회 | 10월 5일 | 4.0%        | 3.9%       |